# Zahrada k pověšení
Zahrada k pověšení (v originále The Hanging Garden) je britsko-kanadský hraný film z roku 1997, který režíroval Thom Fitzgerald podle vlastního scénáře. Ve filmu se prolínají dvě odlišné linie stejného příběhu. Film byl uveden v Česku v roce 2012 na filmovém festivalu Mezipatra.

## Děj
25letý William se po deseti letech vrací do domu svých rodičů, aby se zúčastnil svatby své sestry Rosemary. William odešel z domu bez rozloučení poté, co byl chycen při sexu se svým bisexuálním kamarádem Fletcherem. A Fletcher si nyní bere Rosemary. Kdysi obézní William dnes žije spokojený život ve městě. Po odmítnutí především ze strany otce měl William na výběr buď utéct z domova a žít podle sebe nebo se oběsit na stromě v zahradě. V příběhu se prolínají obě časové roviny – dospělý, štíhlý a sebejistý William a obézní pochybující dospívající William visící jako oběšenec v zahradě.

## Obsazení
| Ian Parsons         | malý William        |
| Peter MacNeill      | Whiskey Mac         |
| Troy Veinotte       | dospívající William |
| Kerry Fox           | Rosemary            |
| Mark Austin         | Preacher            |
| Joel Keller         | Fletcher            |
| Heather Rankin      | Susan               |
| Christine Dunsworth | Violet              |
| Seana McKenna       | Iris                |
| Joan Orenstein      | Grace               |
| Chris Leavins       | William             |
| Ashley MacIsaac     | Basil-Fiddler       |
| Jocelyn Cunningham  | Laurel              |
| Jim Faraday         | MacDougal           |
| Sarah Polley        | mladá Rosemary      |

## Ocenění
- Genie Award: vítěz v kategoriích nejlepší scénář (Thom Fitzgerald), nejlepší herečka ve vedlejší roli (Seana McKenna), nejlepší herec ve vedlejší roli (Peter MacNeill)
- Genie Award: nominace v kategoriích nejlepší film, nejlepší herečka ve vedlejší roli (Joan Orenstein, Kerry Fox), nejlepší režie (Thom Fitzgerald), nejlepší kostýmy (James A. Worthen), nejlepší výprava Art Direction (Taavo Soodor, Darlene Shiels), nejlepší střih (Susan Shanks), nejlepší zvuk (Peter Harper, Phillipe Espantoso, George Hannan)
- Claude Jutra Award: Thom Fitzgerald
- Atlantic Film Festival: cena publika za nejlepší film, Canadian Award za nejlepší kanadský film, nejlepší herečka (Joan Orenstein), nejlepší herec (Troy Vienotte), nejlepší scénář (Thom Fitzgerald), nejlepší režie (Thom Fitzgerald), Best Atlantic Film Award
- Troia International Film Festival: FIPRESCI Prize (Thom Fitzgerald), Prize of the City of Grandola (Thom Fitzgerald)
- Mar del Plata Film Festival: nejlepší scénář (Thom Fitzgerald)
- Toronto International Film Festival: cena publika za nejlepší kanadský film
- Vancouver International Film Festival: nejlepší kanadský film, nejlepší kanadský scénář (Thom Fitzgerald)
- Sudbury Cinefest: nejlepší kanadský film